# Vaporware
Vaporware (ou em inglês britânico: Vapourware) é um software ou hardware que é anunciado por um desenvolvedor muito antes do seu lançamento, mas que nunca chega a entrar em produção, tenha seu ciclo de desenvolvimento sido iniciado ou não. O termo implica um otimismo sem garantias ou até mesmo fraude (em alguns casos); isto é, implica que o anunciador sabe que o desenvolvimento do produto está numa fase muito preliminar para respaldar declarações responsáveis sobre sua praticabilidade, características  ou prazo para conclusão.

## Histórico
O termo surgiu entre os resenhistas de revistas de informática em fins dos anos 1970 e início dos anos 1980, originalmente como uma paródia sarcástica da tendência dos marqueteiros de software em adicionar o sufixo "-ware" em qualquer substantivo que melhor descrevesse a aplicação de seus produtos.
Naquela época, o mercado de computadores pessoais estava ainda em sua infância, e era normal para os fabricantes fornecerem tanto os computadores quanto o conjunto de programas que rodavam neles (e que raramente funcionavam nas máquinas de qualquer outro fabricante). Este é um completo contraste com a situação moderna, onde só existem duas grandes plataformas de hardware, Mac e IBM, com a vasta maioria do software escrito por companhias independentes.
Descobriu-se que era muito mais fácil desenvolver bom hardware do que um bom software que se ajustasse a ele, e então o desenvolvimento de software quase sempre rastejava atrás do hardware. O resultado é que fabricantes de computadores frequentemente alardeavam pacotes de software extravagantes que supostamente viriam com as máquinas que vendiam, e que não tinham ainda sido terminados ou mesmo, em alguns casos, sequer escritos.

## Boatos
Há uma similaridade entre vaporware e hoax: ambos envolvem a promoção de um produto ou evento que não será produzido posteriormente. Tem havido certo número de "hoaxes" em áreas tecnológicas, onde o mistificador promete apresentar provas de sua proposta em breve - eventualmente.
Exemplos incluem a Clonaid, a companhia Raeliana que prometeu provar a realização de clonagem humana, ou qualquer um dos "inventores" de máquina de máquinas de moto contínuo. A diferença pode estar em que no vaporware, o proponente realmente pretende produzir o produto anunciado, enquanto que no boato, ele sabe que o produto não existe ou não será produzido.

## Práticas anticompetitivas
Em alguns casos, o vaporware pode ser o resultado de um balão de ensaio que acaba não "decolando". Subseqüentemente, o projeto é cancelado sem alarde, algumas vezes antes que qualquer trabalho real de desenvolvimento tenha sido feito.
Em outros casos, o vaporware pode ser anunciado por companhias a fim de prejudicar o desenvolvimento ou a comercialização de produtos mais realísticos por parte dos competidores, algumas vezes em combinação com uma campanha de descrédito; se os consumidores acreditarem no hype tecnológico, podem adiar a compra do produto real e esperar que seu rival "vaporoso" amadureça. Um bom exemplo disso ocorreu com o sistema operacional OS/2 Warp da IBM, que teve de conviver com as várias versões "beta" do "Chicago" (posteriormente, Windows 95) da Microsoft.
Outro uso ilegal do anúncio de vaporware é causar a elevação de preços das ações de uma determinada empresa. Isto pode ser utilizado para obter mais capital para investimento ou permitir que funcionários da empresa vendam títulos aproveitando-se do "hype" do software, que pode ou não ser concluído.
Alegações de vaporware anticompetitivo, bem como preocupações no seio da indústria de software, instigaram David Dranove (da Northwestern University) e Neil Gandal (da Universidade de Tel Aviv, Universidade da Califórnia, Berkeley) a conduzir um estudo empírico para medir o efeito do pré-anúncio do DivX no mercado de DVD. Este estudo sugere que o anúncio antecipado do DivX retardou a adoção da tecnologia de DVD. De acordo com Dranove e Gandal, o estudo sugere que a "preocupação geral antitruste a respeito do vaporware parece ser justificada."

## Hype exagerado
Muitas empresas anunciam vaporware com a intenção de provar que seus departamentos de P&D estão repletos de ideias novas. Quanto mais ambicioso o projecto, melhor. Uma variação sutil desta estratégia é vaporizar alguma característica muito alardeada de um produto vindouro. Por exemplo, o recurso WinFS do Windows Vista gerou entusiasmo aos montes, mas não será colocado em produção.
Algumas vezes, o vaporware é o resultado de excesso de otimismo por parte de uma organização bem-intencionada, e pode realmente se materializar depois de uma longa espera (às vezes, de anos). Um exemplo disso foi o longamente postergado editor de texto FullWrite para o Apple Macintosh, anunciado pela Ann Arbor Softworks em Janeiro de 1987 para entrega em Abril, e realmente só comercializado um ano depois (Abril de 1988).
No Reino Unido, a Sinclair Research de Sir Clive Sinclair tornou-se notória por seu ciclo de moroso de entrega de produtos; várias monitores de tela plana, televisores em miniatura, o computador pessoal Sinclair QL e o carro elétrico Sinclair C5, o computador avançado Loki e vários outros produtos que ou eram entregues com atraso, nunca eram finalizados ou revelavam-se totalmente fictícios.
Muitos anos antes do CD-R ter sido comercializado, a Tandy Corporation prometeu lançar um formato de CD totalmente regravável, chamado de Thor, mas depois de ter sido adiado por vários anos, foi finalmente engavetado devido a limitações técnicas, e tornou-se então conhecido como "Vapordisc".
Por vezes, os atrasos ou o engavetamento de um determinado software podem ser provocados ou pela incorporação de uma empresa por outra, ou por brigas internas envolvendo departamentos da própria empresa.

## Ficando abaixo das expectativas
Frequentemente, o vaporware que chega a se materializar falha em atender as expectativas. O jogo de computador Quake, da id Software entregou apenas uma fração do que havia alardeado, e num aspecto particular, o modo para um único jogador, muito menos do que havia anunciado. Outro exemplo é o game Daikatana, o qual foi anunciado em 1997 mas não foi comercializado até 2000. Muitos que esperaram pelo lançamento do jogo, sentiram-se desapontados.
Ultima IX, outro exemplo, foi um pobre consolo para aqueles que aguardavam desde 1994, somente para descobrir que a versão lançada no final de 1999 estava cheia de defeitos e era impossível de rodar na maioria das placas de vídeo comuns.

## Obsoleto no lançamento
Em outros casos, o vaporware nunca se materializa porque algum outro produto já preencheu seu nicho de mercado, tornando-o redundante ou invendável.
Um exemplo é o Projeto Xanadu, um sistema de hipertexto iniciado em 1960, cujo papel pretendido foi praticamente ocupado pela World Wide Web; ou o GNU Hurd, o núcleo de software livre cujo lugar no mundo GPL foi largamente preenchido pelo Linux.

## Vaporwaresvitoriosos
Outra menção digna de nota no campo do vaporware é a empresa de software Blizzard Entertainment, cujos games são notórios pela comercialização postergada, variando de meses a um ano ou mais. StarCraft, Diablo II, Warcraft III e World of Warcraft são todos exemplos de tais atrasos de lançamento, e cada um deles obteve a aclamação de público e de crítica.
Todavia, nem todos os seus projetos foram tão bem sucedidos, como demonstra o Warcraft Adventures que se tornou um verdadeiro vaporware - cancelado em doze meses. O mais recente vaporware da Blizzard é Starcraft Ghost, o qual foi seu título-chefe na mostra E3 desde 2003. Contudo, o status do game está em questão, visto que seu sítio foi removido e nenhuma nova informação foi lançada nos últimos seis meses. Tem se comentado amplamente que teria sido cancelado, mas a Blizzard não fez nenhum comentário sobre esta especulação.

## Destinos desconhecidos
Em acréscimo aos exemplos históricos, existem muitos produtos cujo destino final é incerto, mas que, pelo menos até 2004, eram considerados vaporware.
Um exemplo destes é o jogo de computador Duke Nukem Forever, o qual supostamente tem estado em desenvolvimento por mais de nove anos, anunciado pouco depois do sucesso de Duke Nukem 3D em 1996 com uma data de lançamento original projetada para 1998. O jogo ganhou o Vaporware Awards da Wired News em 2001, 2002 e 2005, tirou segundo lugar em 2000, e em 2003 lhe foi dado o Lifetime Achievement Award por seu estado perpétuo de vaporware. Ultimamente, anunciou-se que Duke Nukem Forever estaria (novamente) em plena produção, com um lançamento planejado para 2006. Há muito tempo, gamers de diversas partes do mundo referem-se ao jogo como Duke Nukem FOR NEVER, em alusão ao Forever constante no nome.
O SO Longhorn da Microsoft, anunciado para 2004 e agora chamado de Longwait ("longa espera") por alguns, conquistou um terceiro lugar em 2004, e foi bem colocado em 2005. A Wired observou que uma suposta característica-chave, o sistema de arquivos WinFS, pode ter sido descartado dele, e citou um leitor afirmando: "se a Microsoft continuar postergando as datas do Longhorn e removendo recursos dele, podem também prometer que incluirão o Duke Nukem Forever com o SO."
Em 28 de Abril de 2005, o Projeto Longhorn foi renomeado para Windows Vista, e a Microsoft prometeu que o lançaria no último trimestre de 2006. Contudo, em Março de 2006, a empresa de Redmond anunciou que somente as versões corporativas do produto estariam disponíveis antes das festas de final-de-ano, enquanto que as versões domésticas teriam de aguardar até 30 de Janeiro de 2007.
Também dignas de nota são os vídeo-games Indrema e o Phantom. O último levou o "prêmio" máximo da Wired em 2004, e tirou segundo lugar em 2005.